# كيوشي كيتاجاوا
كيوشي كيتاجاوا (باليابانية: 北川潔) هو عازف جاز ياباني، ولد في 5 ديسمبر 1958 في أوساكا في اليابان.

## وصلات خارجية
- كيوشي كيتاجاوا على موقع ميوزك برينز (الإنجليزية)
- كيوشي كيتاجاوا على موقع أول ميوزيك (الإنجليزية)
- كيوشي كيتاجاوا على موقع ديسكوغز (الإنجليزية)